# Inga striata
Inga striata är en ärtväxtart som beskrevs av George Bentham. Inga striata ingår i släktet Inga och familjen ärtväxter. IUCN kategoriserar arten globalt som livskraftig. Inga underarter finns listade i Catalogue of Life.